# Anadia hobarti
Anadia hobarti är en ödleart som beskrevs av  La-marca och GARCIA-PEREZ 1990. Anadia hobarti ingår i släktet Anadia och familjen Gymnophthalmidae. Inga underarter finns listade i Catalogue of Life.